# إريك مارتن (لاعب كريكت بريطاني)
إريك مارتن (17 أغسطس 1925 - 30 سبتمبر 2015) (بالإنجليزية: Eric Martin)‏ هو لاعب كريكت بريطاني (وحمل سابقاً جنسية المملكة المتحدة لبريطانيا العظمى وأيرلندا).